# Ŗ
Ŗ (minuskule ŗ) je speciální znak latinky. Nazývá se R s cedillou. Vyskytuje se v abecedě livonštiny, kde představuje palatalizované r (IPA: /rʲ/). Vedle Ŗ obsahuje livonština další písmena s cedillou: Ḑ, Ț, Ņ a Ļ, které odpovídají českým palatálám Ď, Ť, Ň a slovenskému Ľ.
Dříve se tento znak používal též v lotyštině (byl zaveden 13. července 1936), kde označoval měkké r. Tak, jak se ve výslovnosti přestávalo měkké r odlišovat, se přestával znak používat a byl vyřazen z lotyšské abecedy reformou z roku 1946 (tj. nahrazuje se běžným r), ale v textech vydávaných zahraničními komunitami se používá dosud. Cedilla se dodnes používá v lotyštině u písmen Ģ, Ķ, Ņ a Ļ, které výslovností odpovídají českému Ď, Ť, Ň a slovenskému Ľ.
V Unicode mají písmena Ŗ a ŗ tyto kódy:
-Ŗ U+0156
-ŗ U+0157